# Thiratoscirtus cinctus
Thiratoscirtus cinctus es una especie de araña saltarina del género Thiratoscirtus, familia Salticidae. Fue descrita científicamente por Thorell en 1899.
Habita en Camerún.